# Android One
Android One és una línia de dispositius mòbils, que utilitzen una versió del sistema operatiu Android sense modificacions. Es tracta d'un estàndard de maquinari i programari destinat a oferir una experiència d'usuari dissenyada per Google, que gestiona el disseny, desenvolupament, màrqueting i suport d'aquests dispositius al costat de socis locals que s'encarreguen de la fabricació.
Android One es va llançar en 2014 i es va centrar inicialment en dispositius de gamma baixa per als mercats emergents, més tard va evolucionar fins a convertir-se en el principal programa de Google per a dispositius mòbils. Mentre que Android Go cobriria els sectors de gamma baixa.
Els dispositius Android One utilitzen un sistema operatiu Android molt proper a l'anomenat "Android estoc", que és la versió estàndard que Google desenvolupa i que després és utilitzada com a base per altres fabricants. Per tant, la interfície gràfica d'usuari és l'estàndard de Google i no està personalitzat pel fabricant. Les actualitzacions i pegats de seguretat estan controlades per Google, amb l'objectiu de garantir que els dispositius rebin les actualitzacions necessàries regularment.

## Història
Android One va ser llançat per Sundar Pichai, cap de producte i CEO designat de Google. La iniciativa va ser creada pensant en el mercat Indi. La primera generació de dispositius Android One incorporava processadors  quad-core  MediaTek MT6582 Mobile System-on-Chip (Mobile SoC). Els primers telèfons Android One van ser llançats en Pakistan, Índia, Bangladesh, Nepal, Indonèsia, Filipines, Sri Lanka, Birmània i altres països asiàtics en 2014.
La segona generació d'Android One es va llaçar a Indonèsia amb les marques Mite Impact,  Evercoss One X,  Nexian journey en febrer del 2015.